# Борлова
Борлова (рум. Borlova) — село у повіті Караш-Северін в Румунії. Входить до складу комуни Турну-Руєнь.
Село розташоване на відстані 312 км на захід від Бухареста, 36 км на схід від Решиці, 97 км на південний схід від Тімішоари.

## Населення
За даними перепису населення 2002 року у селі проживала 1501 особа, з них 1500 осіб (99,9%) румунів. Рідною мовою 1499 осіб (99,9%) назвали румунську.